# Autour noir
Astur melanoleucus
Espèce
Statut de conservation UICN

 LC  : Préoccupation mineure
Statut CITES

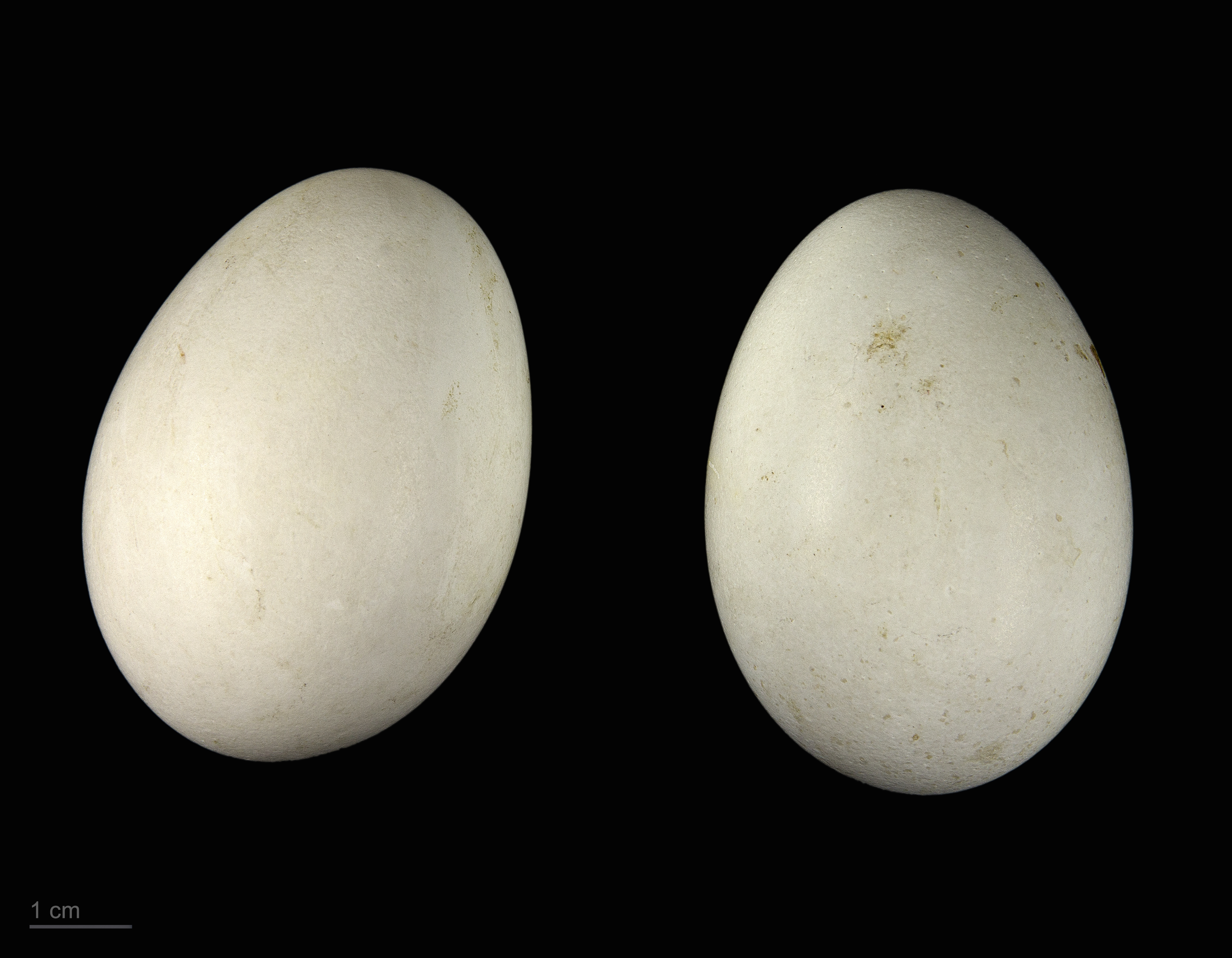
Accipiter melanoleucus - MHNT

L'Autour noir (Astur melanoleucus) est une espèce d'oiseaux de la famille des Accipitridae.

## Répartition
Cet oiseau vit dans une majeure partie de l'Afrique subsaharienne.

## Sous-espèces
D'après la classification de référence (version 14.1, 2024) de l'Union internationale des ornithologues, l'Autour noir possède 2 sous-espèces (ordre philogénique) :
- Accipiter melanoleucus temminckii (Hartlaub, 1855) — du Liberia à l'Angola ;
- Accipiter melanoleucus melanoleucus Smith, A, 1830 — des hauts plateaux abyssins aux forêts tempérées d'Afrique australe.

## Galerie

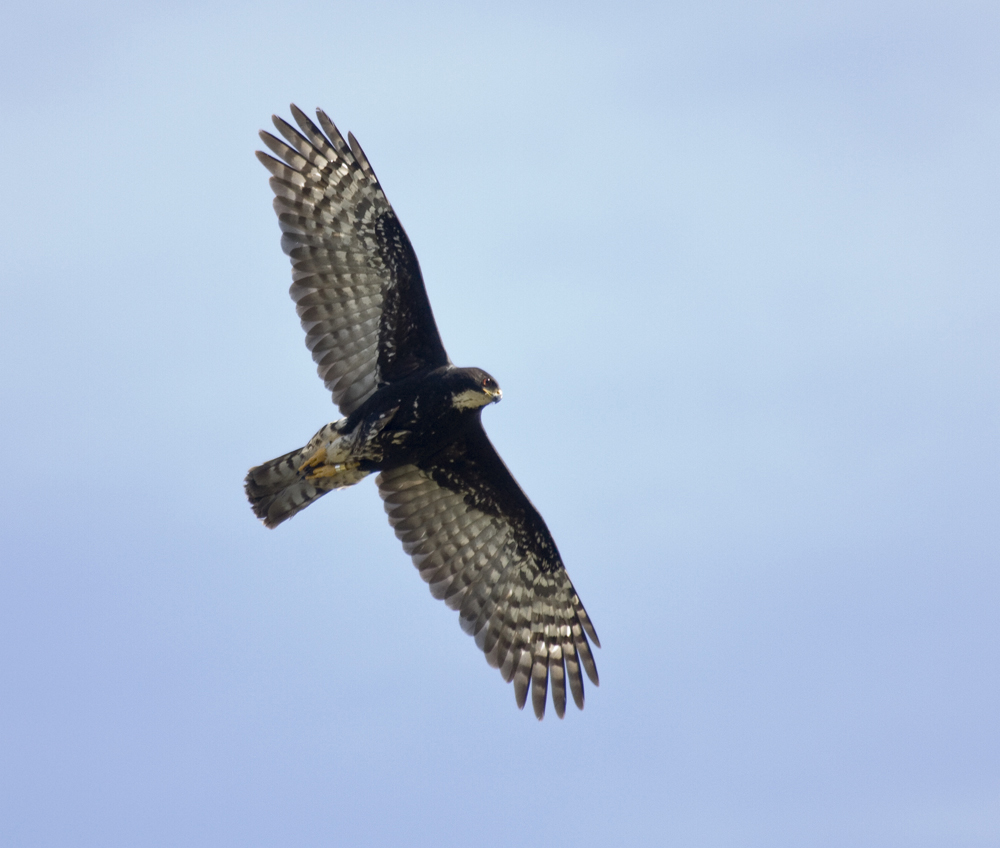
en vol
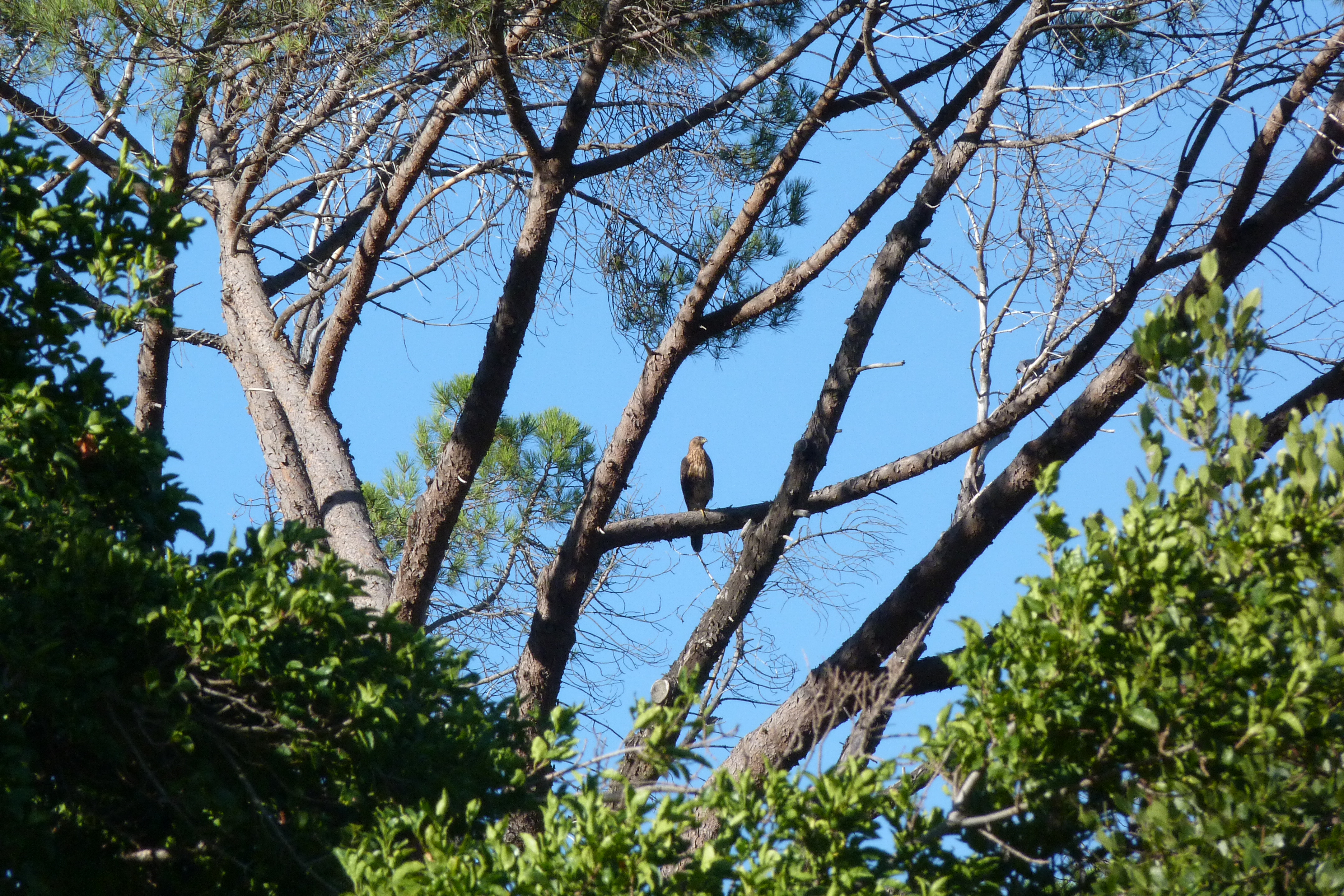
au jardin botanique national de Kirstenbosch
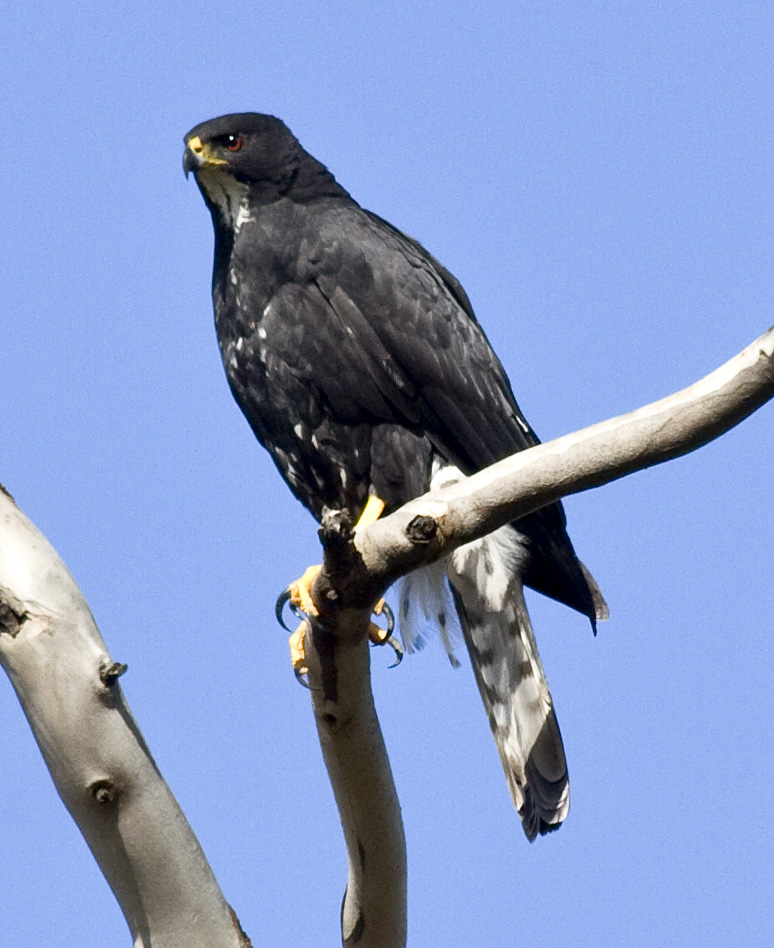
phase mélanique